# Roberto Etchepareborda
Roberto Etchepareborda (Milà, Itàlia, 1923 - Falls Church, Virginia, Estats Units, 11 d'abril de 1985) va ser un historiador, professor i diplomàtic argentí, que va ocupar el càrrec de ministre de Relacions Exteriors entre 1961 i 1962.

## Actuació política
Fill del cònsol argentí a Milà (Itàlia), es va afiliar a la Unió Cívica Radical en la seva joventut, quan estudiava a la Universitat de Buenos Aires.
Després d'obtenir el títol d'advocat, va exercir càrrecs en el radicalisme de la Ciutat de Buenos Aires durant les dues primeres presidències de Juan Domingo Perón. Durant aquest període es va alinear amb el diputat Arturo Frondizi.
Després de la caiguda del govern de Perón, va formar part de la Convenció Nacional del Radicalisme, en la qual va tenir una actuació destacada promovent la candidatura presidencial de Frondizi, que en definitiva va causar la fractura del radicalisme. Va ser elegit regidor de la Ciutat de Buenos Aires el 1958, per la Unió Cívica Radical Intransigent; elegit president del cos, va exercir provisionalment com a intendent de la ciutat durant 13 dies, fins a l'assumpció de l'intendent titular, Hernán M. Giralt.
El setembre del 1961, el president Frondizi el va nomenar Ministre de Relacions Exteriors, en reemplaçament d'Adolfo Mugica, qui havia renunciat per la visita secreta del Che Guevara al president Frondizi. La seva actuació no va ser particularment destacada.
Quan es va produir l'enderrocament del president Frondizi el 29 de març de 1962, per part del brigadier general Cayo Alsina, l'almirall Agustín Penas i el tinent general Raúl Poggi (aquest va intentar fer-se reconèixer president per les Forces Armades), la negativa de Frondizi a presentar la renúncia va complicar la seva situació interna, moment que van aprofitar Rodolfo Martínez (ministre de Defensa), Etchepareborda (ministre de Relacions Exteriors) i Julio Oyhanarte (ministre de la Cort Suprema de Justícia), per a convèncer el president del Senat, José María Guido, d'assumir la presidència.
El nou president el va mantenir en el seu càrrec, però va aconseguir a durar tot just una setmana. El 13 d'abril del mateix any va ser nomenat Comissionat Nacional, amb càrrec de governador, de la província de Buenos Aires. Va renunciar a aquest càrrec el 8 de juny, per passar a ser ambaixador a l'Índia.

## Actuació acadèmica i cultural
Va passar la resta de la seva vida dedicat a la vida acadèmica i la historiografia. Va residir durant molts anys a Falls Church, als voltants de Washington (Estats Units), on va exercir com a docent universitari. Va pertànyer a l'Organització dels Estats Americans (OEA), coordinant durant diversos anys l'acció cultural de la mateixa. A més de ser membre titular de l'Acadèmia Nacional de la Història de la República Argentina des de l'any 1960, va ser acadèmic corresponent de diverses acadèmies d'història d'Espanya, Brasil, Mèxic, Perú, Costa Rica, Paraguai i Uruguai.
Entre els seus llibres d'història més destacats es troben:
- Política Luso-Rioplatense : 1810-1812 (1961).
- La revolución argentina de 1890 (1966).
- Tres revoluciones: 1890-1893-1905 (en col·laboració amb diversos autors) (1968).
- Qué fue el carlotismo (1972).
- Zeballos y la política exterior argentina (1982).
- Hipólito Yrigoyen; imagen de un hombre y su trayectoria (1983).
- Historia de las relaciones internacionales argentinas (1978).
- Historiografía militar argentina (1984).

També va col·laborar assíduament a la revista Todo es Historia, dedicada a la divulgació dels treballs historiogràfics argentins.
En els seus últims anys, l'OEA el va nomenar coordinador de les activitats destinades a celebrar el cinquè centenari del Descobriment d'Amèrica.
Va morir d'una aturada cardíaca a la via pública prop de la seva casa, l'11 d'abril de 1985.